# 北の捜査線・小樽港署
北の捜査線・小樽港署（きたのそうさせん・おたるみなとしょ）は、2002年1月16日の20:54～22:48に、テレビ東京系列の「女と愛とミステリー」枠で放送された作品。
原作は歌野晶午の小説「ガラス張りの誘拐」。

## あらすじ
小樽港署刑事・佐原は、以前自分が逮捕した男に出所後妻を殺され、更に容疑者として取調べを受けたことで刑事の仕事に恐怖心を抱いてしまう。以来刑事の仕事には無気力になり、娘・深雪との関係もうまくいかなくなり、仕事をサボって温泉に行くことが唯一の楽しみとなった。そんな折、小樽で連続婦女暴行殺人事件が起き、その一週間後深雪が何者かに誘拐される。犯人から一億円の身代金の要求と｢受け渡しの瞬間をTVで中継しろ｣との奇妙な電話が入り、佐原はTV中継のカメラと野次馬の視線を大量に浴びながら札幌の町を駆け回ることになる。

## キャスト
- 佐原真一（小樽港署刑事）…奥田瑛二
- 立花小夜子（小樽港署主任刑事）…倍賞美津子
- 牧内稔（北海道警察本部警視）…石黒賢
- 松浦梨花（高校の保健教諭）…杉田かおる
- 大槻信治（小樽港署刑事課課長）…岡本信人
- 小宮ともえ（真一の義母）…冨士眞奈美
- 佐原深雪（真一の娘）…山田まりや
- 佐原夕子（真一の亡妻）…岩本千春
- 篠原啓一（小樽港署刑事）…山口馬木也
- 山崎武雄（小樽港署刑事）…中上雅巳
- 岩本英子（連続婦女暴行殺人事件、生存者）…田中千絵
- 身代金を取ろうとする酔っ払い…渡辺哲
- 中継レポーター…大井健郎、浜菜みやこ
- 飯島大介、水野あや、工藤亮二、石川恵、松本直人、阿部正、忠海真理子、松永ヒサ子、広光洋一、黒柳恵、辻村真紀、田中里沙、田村剛志、伊藤信子、松村咲子、権藤利一、武藤真由美、鹿角優一、瑞江あい

## スタッフ
- 監督…高橋伴明
- 脚本…山田耕大
- 音楽監修…梅林茂
- 撮影…藤澤順一
- 音響効果…伊藤進一
- 助監督…瀧本智行、山本亮、甲斐聖太郎
- ロケ協力…小樽市、AIR DO、北海道ロケーションサービス、札幌市、小樽商工会議所、北海道小樽桜陽高等学校、北海道小樽工業高等学校　ほか
- 北海道スタッフ協力…札幌国際大学映画研究会、札幌大学映画研究会
- 技術協力…ムーンクラフト、ギルド・ジャパン
- 編集・MA…東映化学TOVIC
- プロデューサー…平埜敬太、岡部紳二（テレビ東京）
- プロダクション協力…日活撮影所
- 製作…テレビ東京、BSジャパン、アミューズ